# Erembodegem
Erembodegem – dzielnica (deelgemeente) miasta Aalst w Belgii, w Regionie Flamandzkim, w prowincji Flandria Wschodnia, w okręgu Aalst. 1 stycznia 2020 roku liczyła 12 267 mieszkańców. Do 31 grudnia 1976 samodzielna gmina. Pod względem powierzchni jak i mieszkańców jest największą dzielnicą miasta.

## Demografia
Liczba mieszkańców, stan na 1 stycznia:
| Rok                | 1930 | 1961  | 2020  |
| ------------------ | ---- | ----- | ----- |
| Liczba mieszkańców | 7638 | 10979 | 12267 |

## Transport
Znajduje się tutaj stacja kolejowa Erembodegem.